# Gobernación de Antioquia
La Gobernación de Antioquia, también denominada Gobierno Departamental de Antioquia, es el órgano constitucional que encabeza el poder ejecutivo del Departamento de Antioquia y dirige la Administración General del Estado. Según la Constitución Colombiana de 1991, sus funciones son dirigir la política interior y exterior, la administración civil y militar y la defensa del Estado; así como de ejercer la función ejecutiva y la potestad reglamentaria de acuerdo con la Constitución y las leyes. Se encuentra actualmente en la ciudad de Medellín, Antioquia.
Antioquia, una región clave en la historia de Colombia, fue formalmente constituida como una gobernación territorial en 1569 mediante una Real Cédula que estableció la Gobernación de las Provincias de Antioquia, Ituango, Nive y Bredunco, incluyendo tierras estratégicamente ubicadas entre los ríos Cauca y Magdalena, hasta la Provincia de Urabá en el mar del Norte. Desde su creación, Antioquia ha desempeñado un papel crucial en la evolución política del país, adaptándose a los diferentes sistemas de gobierno que han imperado en Colombia. A lo largo de su historia, ha sido reconocida tanto como provincia, estado y finalmente como departamento, conforme a las distintas reformas constitucionales y políticas que han moldeado el ordenamiento territorial de la nación.
Durante los periodos en que Colombia adoptó sistemas federales, Antioquia funcionó como un Estado soberano, con su propio gobierno y estructura administrativa, reflejando la autonomía que caracterizó a las regiones en ese entonces. Sin embargo, con la consolidación del sistema centralista y la promulgación de la Constitución de 1886, Antioquia fue redefinida como un departamento, y el cargo de gobernador se convirtió en el máximo representante del poder ejecutivo a nivel seccional. Este cambio representó una integración más estrecha de Antioquia en la estructura política nacional, aunque la región siempre ha mantenido una fuerte identidad cultural y económica que ha influido significativamente en la política y la economía colombiana.
Con la Constitución de 1991, se introdujo un cambio significativo en la forma en que los gobernadores de Antioquia eran seleccionados. Pasaron de ser nombrados por el presidente de la República a ser elegidos popularmente por los ciudadanos, marcando un avance en la democratización y descentralización del poder en Colombia. Esta reforma constitucional también definió claramente el papel del gobernador como jefe de la administración seccional y representante legal del departamento, encargado de mantener el orden público y ejecutar las políticas económicas acordadas con el gobierno nacional. A lo largo de su historia, solo una mujer, Helena Herrán de Montoya, ha ocupado este cargo, destacándose en un contexto históricamente dominado por hombres.

### Historia del Palacio de la Gobernación de Antioquia
Justo en el corazón de la ciudad, y contiguo a algunos de los referentes arquitectónicos más emblemáticos del sector como son el Museo de Antioquia, el Parque Berrío, la Basílica de la Candelaria, y el Metro de Medellín, se levanta un edificio que, por su estructura, historia e importancia, llama la atención de propios y visitantes.
Sus pasillos, salones y recintos fueron testigos de los acontecimientos más importantes del departamento y conservan, aún en la actualidad, las huellas y el legado de las grandes hazañas realizadas por los prohombres de Antioquia; por catedráticos, políticos, artistas y gestores que dictaron los rumbos y sentaron los precedentes de progreso para la región.
El 17 de abril de 1826 se trasladó la sede de la Gobernación de Santa Fe de Antioquia a la ciudad de Medellín y, desde ese momento, se comenzó a pensar en la necesidad de construir una sede que alojara el poder administrativo de la región.
Una vieja casona de tapia ubicada en el cruce de la carrera Bolívar con la calle Boyacá, y que contaba con dos plantas, siete balcones y 16 oficinas ejerció esta función hasta la segunda década del siglo XX. Sin embargo, su mal estado y su estructura de más de 100 años no solo demandaba muchos cuidados, sino que evidenciaba la urgencia de encontrar unas mejores instalaciones.
Tomado de: culturantioquia.gov.co

### Gobernadores de Antioquia
Lista única organizada de gobernadores y presidentes de Antioquia desde 1569 hasta la actualidad:
Gobernadores de la Provincia de Antioquia (1569-1811)
1.	Andrés de Valdivia (1569 - 1575)†
2.	Gaspar de Rodas (1575 - 1607)†
3.	Pedro de Orive y Salazar (1596 - 1600)
4.	Bartolomé de Alarcón (1609 - 1614)†
5.	Francisco de Herrera Campuzano (1615)
6.	Luís Enrique de Monroy (1615 - 1617)
7.	Francisco de Berrío (1617 - 1624)
8.	Garci Tello de Sandoval (1624 - 1627)
9.	Pedro Pérez de Aristizábal (1627 - 1628)†
10.	Juan de Igola y Estrella (1628) (e)
11.	Juan Clemente Chávez (1628 - 1629)†
12.	Luís de Angulo (1629 - 1630) (e)
13.	Juan Vélez de Guevara y Salamanca (1630)
14.	Alonso Turrillo de Yebra (1631 - 1634)
15.	Manuel Velázquez de Atienza (12 de enero de 1635 - febrero de 1636)
16.	Juan Vélez de Guevara y Salamanca (1635 - 1643)
17.	Antonio Portocarrero y Monroy (1643 - 1646)
18.	Pedro Martín de Mora (1646) (e)
19.	José de Biedma y Labastida (1646 - 1648)
20.	Pedro Zapata (1648)
21.	Mateo de Castrillón (5 de agosto de 1648 - 15 de febrero de 1651)
22.	Fernando Lozano Infante Paniagua (15 de febrero de 1651 - 13 de julio de 1653)
23.	Manuel de Benavides y Ayala (13 de julio de 1653 - 27 de enero de 1658)
24.	Juan Gómez de Salazar (27 de enero de 1658 - 2 de marzo de 1664)
25.	Luís Francisco de Berrío y Guzmán (2 de marzo de 1664 - 20 de octubre de 1669)
26.	Francisco de Montoya y Salazar (20 de octubre de 1669 - 28 de marzo de 1675)†
27.	Juan Bueso de Valdés (28 de marzo de 1675 - 12 de octubre de 1675) (e)
28.	Miguel de Aguinaga (12 de octubre de 1675 - 28 de junio de 1679)
29.	Diego Radillo de Arce (28 de junio de 1679 - 3 de febrero de 1685)†
30.	Antonio del Pino y Villapadierna (3 de febrero de 1685 - 8 de agosto de 1685) (e)
31.	Francisco Carrillo de Albornoz (8 de agosto de 1685 - 30 de octubre de 1690)
32.	Pedro Eusebio Correa (30 de octubre de 1690 - 20 de diciembre de 1697)
33.	Francisco Fernández de Heredia (20 de diciembre de 1697 - 22 de enero de 1707)
34.	José López de Carvajal (22 de enero de 1707 - 11 de octubre de 1712)
35.	José de Yarza (11 de octubre de 1712 - 15 de noviembre de 1717)
36.	Gaspar de Guiral y Urrutigoyti (15 de noviembre de 1717 - 7 de marzo de 1721)†
37.	Facundo Guerra Calderón (7 de marzo de 1721 - 31 de julio de 1727)
38.	José Joaquín de la Roche y Labarcés (31 de julio de 1727 - 20 de noviembre de 1734)
39.	Salvador Monforte (20 de noviembre de 1734 - 31 de agosto de 1735)†
40.	Juan de Ortega y Urdanegui (31 de agosto de 1735 - 28 de septiembre de 1737)
41.	Juan Alonso de Manzaneda (28 de septiembre de 1737 - 7 de octubre de 1740)†
42.	Facundo Guerra Calderón (7 de octubre de 1740 - 3 de febrero de 1744)
43.	Francisco Antonio de Osorio y Velasco (3 de febrero de 1744 - 1 de diciembre de 1752)
44.	Manuel López de Castilla y García (2 de diciembre de 1752 - 10 de mayo de 1755)
45.	José Barón de Chávez (10 de mayo de 1755 - 28 de octubre de 1769)
46.	Juan Jerónimo de Enciso (29 de octubre de 1769 - 29 de octubre de 1775)
47.	Francisco Silvestre (29 de octubre de 1775 - 21 de noviembre de 1776)
48.	Cayetano Buelta Lorenzana (22 de noviembre de 1776 - 11 de octubre de 1782)
49.	Francisco Silvestre (11 de octubre de 1782 - 9 de agosto de 1785)
50.	Juan Antonio Mon y Velarde (9 de agosto de 1785 - 11 de octubre de 1788)
51.	Francisco de Baraya y La Campa (11 de octubre de 1788 - 30 de noviembre de 1793)
52.	Juan Pablo Pérez de Rublas (1 de diciembre de 1793 - 1 de diciembre de 1794) (e)
53.	Juan José de Lora Nuño (1 de diciembre de 1794 - 28 de mayo de 1795) (e)
54.	José Felipe de Inciarte (28 de mayo de 1795 - 22 de octubre de 1796)
55.	Víctor de Salcedo y Somodevilla (22 de octubre de 1796 - 15 de noviembre de 1804)
56.	Antonio Viana (15 de noviembre de 1804 - 15 de julio de 1805)
57.	Francisco de Ayala (15 de julio de 1805 - 17 de febrero de 1811)
58.	Juan Elías López (29 de marzo de 1811 - 29 de julio de 1811)
59.	Presidentes del Estado Libre de Antioquia (1811-1816)
60.	José María Montoya Duque (29 de julio de 1811 - 11 de octubre de 1811)
61.	José Antonio Gómez (11 de octubre de 1811 - 10 de octubre de 1812)†
62.	José Miguel de Restrepo (14 de octubre de 1812 - 30 de julio de 1813)
63.	Juan del Corral (31 de julio de 1813 - 7 de abril de 1814)
64.	José Miguel de La Calle (8 de abril de 1814 - 8 de mayo de 1814)
65.	Dionisio Tejada (8 de mayo de 1814 - 5 de abril de 1816)
66.	Gobernadores de la Provincia de Antioquia durante la Reconquista Española (1816-1819)
67.	Francisco Warleta (5 de abril de 1816 - 21 de junio de 1816)
68.	Vicente Sánchez Lima (21 de junio de 1816 - 23 de marzo de 1818)
69.	Pantaleón Arango (24 de marzo de 1818 - 4 de mayo de 1818) (jefe civil)
70.	José Guerrero y Cabero (24 de marzo de 1818 - 4 de mayo de 1818) (jefe militar)
71.	Miguel Valbuena (4 de mayo de 1818 - 3 de noviembre de 1818)
72.	Carlos Tolrá (4 de noviembre de 1818 - 23 de agosto de 1819)
73.	Faustino Martínez (23 de agosto de 1819 - 29 de agosto de 1819)
74.	Prefectos de la Provincia de Antioquia (1819-1830)
75.	José María Córdova Muñoz (30 de agosto de 1819 - 15 de mayo de 1820) (jefe militar)
76.	José Manuel Restrepo Vélez (2 de septiembre de 1819 - 9 de abril de 1821) (jefe civil)
77.	José María Ricaurte y Nariño (15 de mayo de 1820 - 21 de agosto de 1820) (jefe militar)
78.	Pedro Acevedo Tejada (29 de agosto de 1820 - 19 de abril de 1821) (jefe civil)
79.	Andrés Avelino de Uruburu (19 de abril de 1821 - 29 de enero de 1822)
80.	Francisco Urdaneta Rivadavia (29 de enero de 1822 - 26 de octubre de 1825)
81.	Gregorio María Urreta Tatis (27 de octubre de 1825 - 31 de marzo de 1829)
82.	Manuel Antonio Jaramillo (1 de abril de 1829 - 26 de octubre de 1829)
83.	Francisco Urdaneta Rivadavia (26 de octubre de 1829 - 8 de febrero de 1830)
84.	José Manuel Montoya Zapata (8 de febrero de 1830 - 18 de abril de 1830)
85.	Gregorio María Urreta Tatis (19 de abril de 1830 - 23 de mayo de 1830)
86.	Jorge Gutiérrez Lara (23 de mayo de 1830 - 20 de junio de 1830)
87.	Prefectos del Departamento de Antioquia (1830-1832)
88.	Alejandro Vélez Barrientos (20 de junio de 1830 - 11 de diciembre de 1830)
89.	Juan Santana (11 de diciembre de 1830 - 18 de abril de 1831)
90.	Salvador Córdova (18 de abril de 1831 - 3 de junio de 1831)
91.	Francisco Montoya Zapata (3 de junio de 1831 - 31 de diciembre de 1831)
92.	Francisco Luís Campuzano (2 de enero de 1832 - 6 de junio de 1832)
93.	Prefectos de la Provincia de Antioquia (1832-1851)
94.	Juan de Dios Aranzazu (6 de junio de 1832 - 6 de enero de 1836)
95.	Luís de La Torre Uribe (3 de agosto de 1835 - 16 de septiembre de 1835) (e)
96.	Juan Santamaría (6 de enero de 1836 - 9 de febrero de 1836)
97.	Francisco Antonio Obregón (9 de febrero de 1836 - 8 de octubre de 1840)
98.	Mariano Ospina Rodríguez (5 de diciembre de 1836 - 13 de enero de 1837) (e)
99.	José María Arango (13 de enero de 1837 - 7 de marzo de 1837) (e)
100.	Salvador Córdoba (8 de octubre de 1840 - 14 de abril de 1841)
101.	Juan Pontón (1 de enero de 1841 - 1 de marzo de 1841) (e)
102.	José María Vesga (20 de marzo de 1841 - 5 de mayo de 1841)
103.	Francisco Antonio Obregón (14 de abril de 1841 - 29 de abril de 1841) (e)
104.	Urbano Fernández (29 de abril de 1841 - 11 de mayo de 1841) (e)
105.	José María Uribe Restrepo (12 de mayo de 1841 - 5 de agosto de 1841)
106.	Gabriel Echeverri Escobar (5 de agosto de 1841 - 14 de junio de 1842)
107.	Manuel Posada Ochoa (15 de junio de 1842 - 10 de diciembre de 1842)
108.	Juan María Gómez (10 de diciembre de 1842 - 2 de enero de 1845)
109.	Julián Vásquez (4 de febrero de 1844 - 1 de julio de 1844) (e)
110.	Gregorio Hoyos (3 de enero de 1845 - 31 de mayo de 1845)
111.	Mariano Ospina Rodríguez (1 de junio de 1845 - 15 de julio de 1847)
112.	Sinforiano Hernández (9 de febrero de 1846 - 1 de julio de 1846) (e)
113.	Alejo Santamaría (16 de julio de 1847 - 22 de agosto de 1847)
114.	José María Martínez Pardo (23 de agosto de 1847 - 5 de diciembre de 1848)
115.	Evaristo Zea (17 de febrero de 1848 - 15 de marzo de 1848) (e); (28 de marzo de 1848 - 4 de abril de 1848) (e)
116.	Gregorio María Urreta Tatis (5 de diciembre de 1848 - 1 de junio de 1849)
117.	Cayetano Concha (1 de junio de 1849 - 8 de junio de 1849)
118.	Jorge Gutiérrez de Lara (9 de junio de 1849 - 4 de febrero de 1851)
119.	Estanislao Barrientos Villa (4 de febrero de 1851 - 12 de marzo de 1851)
120.	José María Sáenz Montoya (12 de marzo de 1851 - 30 de junio de 1851)
121.	Prefectos de la Provincia de Antioquia (1851-1856)
122.	Andrés Londoño Gómez (1 de julio de 1851 - 17 de julio de 1851)
123.	José María Martínez Pardo (17 de julio de 1851 - 2 de agosto de 1851)
124.	José María Gómez Hoyos (2 de agosto de 1851 - 18 de septiembre de 1851)
125.	Ricardo Villa Pardo (20 de agosto de 1851 - 21 de agosto de 1851) (e)
126.	Juan de Sahagún Martínez (18 de septiembre de 1851 - 23 de octubre de 1851)
127.	Miguel de La Rotta (23 de octubre de 1851 - 21 de octubre de 1852)
128.	José Justo Pabón (21 de octubre de 1852 - 31 de mayo de 1854)†
129.	Juan Bautista Londoño del Corral (10 de mayo de 1853 - 11 de mayo de 1853) (e)
130.	Carlos Ignacio Bonis Pardo (1 de junio de 1853 - 5 de junio de 1853) (e)
131.	Juan Bautista Londoño del Corral (5 de julio de 1853 - 6 de julio de 1853) (e); (10 de septiembre de 1853 - 11 de septiembre de 1853) (e)
132.	Sinforiano Villa Vergara (1 de junio de 1854 - 30 de noviembre de 1854)
133.	Bernabé Elorza (1 de diciembre de 1854 - 15 de febrero de 1855)
134.	Estanislao Barrientos Villa (15 de febrero de 1855 - 10 de julio de 1855)
135.	Víctor Pardo Salcedo (10 de julio de 1855 - 18 de agosto de 1855)
136.	Camilo Antonio Echeverri (19 de agosto de 1855 - 31 de agosto de 1855)
137.	Prefectos de la Provincia de Córdoba (1851-1856)
138.	Antonio Mendoza Camacho (1 de julio de 1851 - 1 de enero de 1854)
139.	Raimundo Hoyos (12 de julio de 1851 - 10 de septiembre de 1851) (e)
140.	Heliodoro Jaramillo (15 de agosto de 1851 - 18 de agosto de 1851) (e)
141.	Rafael Campuzano Montoya (16 de septiembre de 1851 - 17 de septiembre de 1851) (e)
142.	Rafael María Giraldo Zuluaga (1 de enero de 1854 - 12 de marzo de 1854)
143.	Venancio A. Restrepo Villegas (12 de marzo de 1854 - 25 de julio de 1854)
144.	José María Gómez Hoyos (25 de julio de 1854 - 18 de noviembre de 1854)
145.	Venancio A. Restrepo Villegas (18 de noviembre de 1854 - 31 de agosto de 1855)
146.	Prefectos de la Provincia de Medellín (1851-1856)
147.	Rafael María Giraldo Zuluaga (2 de julio de 1851 - 31 de agosto de 1851)
148.	Manuel de Posada Ochoa (31 de agosto de 1851 - 12 de septiembre de 1851)
149.	José Sebastián Amador López (12 de septiembre de 1851 - 24 de septiembre de 1851)
150.	Nicolás Florencio Villa (24 de septiembre de 1851 - 20 de octubre de 1851)
151.	José María Facio Lince (20 de octubre de 1851 - 11 de abril de 1853)
152.	Proto Jaramillo (12 de abril de 1853 - 3 de septiembre de 1853)
153.	Juan Antonio Gómez (3 de septiembre de 1853 - 1 de enero de 1854)
154.	Mariano Ospina Rodríguez (1 de enero de 1854 - 12 de abril de 1855)
155.	Rafael María Giraldo Zuluaga (12 de abril de 1855 - 31 de agosto de 1855)
156.	Gobernadores del Estado Federal de Antioquia (1856-1863)
157.	Rafael María Giraldo Zuluaga (31 de agosto de 1855 - 21 de enero de 1862)
158.	Marceliano Vélez Barreneche (22 de enero de 1862 - 15 de octubre de 1862)
159.	Tomás Cipriano de Mosquera (15 de octubre de 1862 - 15 de diciembre de 1862)
160.	Antonio Mendoza Camacho (16 de diciembre de 1862 - 20 de abril de 1863)
161.	Presidentes del Estado Soberano de Antioquia (1863-1886)
162.	Pascual Bravo Echeverri (20 de abril de 1863 - 4 de enero de 1864)†
163.	Tomás Uribe Santamaría (4 de enero de 1864 - 5 de enero de 1864) (e)
164.	Vacante (5 de enero de 1864 - 10 de enero de 1864)
165.	Pedro Justo Berrío Rojas (10 de enero de 1864 - 7 de agosto de 1873)
166.	Julián Vásquez Calle (7 de agosto de 1864 - 23 de septiembre de 1864) (e)
167.	Recaredo de Villa y Piedrahita (7 de agosto de 1873 - 21 de diciembre de 1876)
168.	Román de Hoyos (22 de diciembre de 1876 - 31 de diciembre de 1876) (e)
169.	Silverio Arango Palacio (1 de enero de 1877 - 6 de abril de 1877)
170.	Vacante (6 de abril de 1877 - 10 de abril de 1877)
171.	Manuel María Uribe Ángel (10 de abril de 1877 - 31 de octubre de 1877)
172.	Julián Trujillo Largacha (10 de abril de 1877 - 31 de octubre de 1877) (jefe civil y militar hasta el 20 de agosto de 1877 y Presidente hasta el 31 de octubre de 1877); (1 de noviembre de 1877 - 19 de diciembre de 1877)
173.	Daniel Aldana (20 de diciembre de 1877 - 13 de marzo de 1878) (e)
174.	Alejandro Mejía Hinostroza (14 de marzo de 1878 - 19 de marzo de 1878) (e)
175.	Tomás Rengifo Ortiz (20 de marzo de 1878 - 24 de enero de 1880) (e)
176.	Pedro Restrepo Uribe (25 de enero de 1880 - 1 de febrero de 1880)
177.	Jorge Isaacs Ferrer (1 de febrero de 1880 - 13 de marzo de 1880)
178.	Pedro Restrepo Uribe (13 de marzo de 1880 - 31 de octubre de 1881)
179.	Luciano Restrepo Escobar (1 de noviembre de 1881 - 11 de marzo de 1885)
180.	Teodomiro Llano Botero (10 de febrero de 1884 - 30 de junio de 1884) (e)
181.	José María Campo Serrano (12 de marzo de 1885 - 21 de septiembre de 1885)
182.	Teodomiro Llano Botero (12 de marzo de 1885 - 25 de marzo de 1885) (e)
183.	Marceliano Vélez Barreneche (21 de septiembre de 1885 - 7 de septiembre de 1886)
184.	Gobernadores del Departamento de Antioquia (1886-1908)
185.	Marceliano Vélez Barreneche (7 de septiembre de 1886 - 30 de junio de 1889)
186.	Abraham Moreno (1 de octubre de 1888 - 31 de diciembre de 1888) (e)
176.	Baltasar Botero Uribe (1 de julio de 1889 - 7 de julio de 1892)
177.	Abraham García (7 de julio de 1892 - 18 de septiembre de 1893)
178.	Miguel Vásquez (19 de septiembre de 1893 - 1 de junio de 1894)
179.	Fernando Vélez (1 de junio de 1894 - 22 de agosto de 1894)
180.	Julián Cock Bayer (22 de agosto de 1894 - 18 de febrero de 1896)
181.	Bonifacio Vélez (18 de febrero de 1896 - 22 de noviembre de 1897)
182.	Norberto J. Gómez (12 de agosto de 1896 - 29 de agosto de 1896) (e); (12 de enero de 1897 - 1 de febrero de 1897) (e)
183.	Dionisio Arango Mejía (22 de noviembre de 1897 - 30 de septiembre de 1898)
184.	Juan Pablo Arango B. (30 de septiembre de 1898 - 29 de marzo de 1899)
185.	Alejandro Gutiérrez Arango (29 de marzo de 1899 - 16 de agosto de 1900)
186.	Marceliano Vélez Barreneche (16 de agosto de 1900 - 18 de diciembre de 1900)
187.	Abraham Moreno (19 de diciembre de 1900 - 18 de abril de 1901)
188.	Marceliano Vélez Barreneche (19 de abril de 1901 - 3 de junio de 1902)
189.	Rafael Giraldo Viana (4 de junio de 1902 - 28 de enero de 1903)
190.	Esteban Jaramillo (29 de enero de 1903 - 27 de febrero de 1903)
191.	Pompilio Gutiérrez Arango (27 de febrero de 1903 - 12 de junio de 1903)
192.	Francisco Eladio Tobar (13 de junio de 1903 - 20 de julio de 1903)
193.	Clodomiro Ramírez (20 de julio de 1903 - 1 de julio de 1904)
194.	José Tomás Henao (1 de julio de 1904 - 8 de octubre de 1904)
195.	Benito Uribe Gómez (8 de octubre de 1904 - 7 de septiembre de 1906)
196.	Dionisio Arango Mejía (7 de septiembre de 1906 - 1 de octubre de 1908)
Gobernadores del Departamento de Antioquia (1908-1910)
197.	Rubén Ferrer Alfaro (1 de octubre de 1908 - 20 de septiembre de 1909)
198.	Eduardo Vásquez Jaramillo (20 de septiembre de 1909 - 30 de abril de 1910)
Gobernadores del Departamento de Jericó (1908-1910)
199.	Nicanor Restrepo Giraldo (1 de octubre de 1908 - 20 de septiembre de 1909)
200.	Justiniano Macía Vélez (21 de septiembre de 1909 - 15 de marzo de 1910)
201.	Gonzalo Gómez Zuluaga (15 de marzo de 1910 - 30 de abril de 1910)
Gobernadores del Departamento de Medellín (1908-1910)
202.	Dionisio Arango Mejía (1 de octubre de 1908 - 18 de junio de 1909)
203.	Eduardo Vásquez Jaramillo (19 de junio de 1909 - 30 de abril de 1910)
Gobernadores del Departamento de Sonsón (1908-1910)
204.	César García Tirado (1 de octubre de 1908 - 24 de agosto de 1909)
205.	Marcelino Uribe Botero (1 de octubre de 1908 - 20 de enero de 1909) (e)
206.	Marcelino Uribe Botero (24 de agosto de 1909 - 30 de abril de 1910)
Gobernadores del Departamento de Antioquia (1910-presente)
207.	Eduardo Vásquez Jaramillo (30 de abril de 1910 - 12 de abril de 1911)
208.	Pedro José Berrío (17 de abril de 1911 - 21 de enero de 1912)
209.	Clodomiro Ramírez (22 de enero de 1912 - 30 de octubre de 1913)
210.	Francisco E. Tobar (19 de mayo de 1912 - 20 de julio de 1912) (e)
211.	Carlos Cock (30 de octubre de 1913 - 13 de agosto de 1914)
212.	Pedro José Berrío (13 de agosto de 1914 - 18 de septiembre de 1918)
213.	Pedro Nel Ospina Vásquez (18 de septiembre de 1918 - 12 de abril de 1920)
214.	Jesús María Marulanda (12 de abril de 1920 - 27 de abril de 1920) (e)
215.	Julio E. Botero (27 de abril de 1920 - 30 de junio de 1921)
216.	Manuel María Toro (30 de junio de 1921 - 2 de mayo de 1922)
217.	Jesús María Marulanda (2 de mayo de 1922 - 10 de mayo de 1922)
218.	Francisco de Paula Pérez (10 de mayo de 1922 - 31 de mayo de 1922) (e)
219.	Jesús María Marulanda (1 de junio de 1922 - 22 de diciembre de 1922)
220.	Jorge Escobar (22 de diciembre de 1922 - 4 de enero de 1923) (e)
221.	Ricardo Jiménez Jaramillo (4 de enero de 1923 - 3 de noviembre de 1926)
222.	José Dolores Bernal (4 de noviembre de 1926 - 11 de noviembre de 1926) (e)
223.	Pedro José Berrío (11 de noviembre de 1926 - 30 de junio de 1929)
224.	Francisco de Paula Pérez (24 de diciembre de 1927 - 30 de diciembre de 1927) (e); (22 de diciembre de 1928 - 31 de diciembre de 1928) (e)
225.	Camilo Claudio Restrepo Callejas (1 de julio de 1929 - 17 de septiembre de 1930)
226.	Miguel Moreno Jaramillo (21 de julio de 1930 - 6 de agosto de 1930) (e)
227.	José Dolores Bernal (7 de agosto de 1930 - 24 de agosto de 1930) (e)
228.	Carlos Cock (18 de septiembre de 1930 - 29 de marzo de 1932)
229.	Rafael del Corral (29 de octubre de 1930 - 26 de enero de 1931) (e)
230.	Jorge Restrepo Hoyos (17 de abril de 1931 - 30 de abril de 1931) (e)
231.	Aurelio Mejía (8 de junio de 1931 - 12 de junio de 1931) (e)
232.	Jorge Restrepo Hoyos (19 de junio de 1931 - 11 de septiembre de 1931) (e)
233.	Alberto Ángel (31 de diciembre de 1931 - 6 de enero de 1932) (e); (16 de enero de 1932 - 15 de febrero de 1932) (e)
234.	Julián Uribe Gaviria (29 de marzo de 1932 - 29 de agosto de 1934)
235.	José Miguel Jiménez (18 de diciembre de 1932 - 9 de enero de 1933) (e)
236.	Germán Sierra (20 de julio de 1933 - 25 de julio de 1933) (e)
237.	Eleuterio Serna (17 de agosto de 1933 - 20 de septiembre de 1933) (e)
238.	Ricardo Uribe Escobar (24 de noviembre de 1933 - 4 de diciembre de 1933) (e)
239.	Juan J. Ángel (29 de agosto de 1934 - 28 de agosto de 1935)
240.	Aurelio Mejía (28 de agosto de 1935 - 10 de noviembre de 1935)
Gobernadores de Antioquia (1935-1936)
241.	Jesús Echeverri Duque (11 de noviembre de 1935 - 15 de marzo de 1936)
242.	Eduardo Uribe Botero (7 de diciembre de 1935 - 22 de diciembre de 1935) (e)
243.	Francisco Cardona Santa (16 de marzo de 1936 - 18 de enero de 1937)
244.	Julián Uribe Gaviria (18 de enero de 1937 - 25 de enero de 1937) (e)
Gobernadores de Antioquia (1937-1945)
245.	Jaime Arango Velásquez (25 de enero de 1937 - 9 de julio de 1937)
246.	Juan de J. Peláez (4 de febrero de 1937 - 10 de febrero de 1937) (e)
247.	Alberto Jaramillo Sánchez (9 de julio de 1937 - 6 de agosto de 1938)
248.	Pedro María Botero (9 de noviembre de 1937 - 20 de noviembre de 1937) (e); (7 de agosto de 1938 - 16 de agosto de 1938) (e)
249.	Eduardo Uribe Botero (16 de agosto de 1938 - 17 de diciembre de 1938)
250.	Eduardo Correa Villa (17 de diciembre de 1938 - 15 de enero de 1939)
251.	Emilio Montoya Gaviria (16 de enero de 1939 - 29 de julio de 1939)
252.	Pedro María Botero (29 de julio de 1939 - 4 de agosto de 1939) (e)
253.	Aurelio Mejía (4 de agosto de 1939 - 18 de julio de 1942)
254.	Pedro María Botero (3 de diciembre de 1939 - 18 de diciembre de 1939) (e); (26 de diciembre de 1939 - 4 de enero de 1940) (e); (16 de marzo de 1940 - 29 de marzo de 1940) (e); (15 de abril de 1940 - 18 de abril de 1940) (e); (24 de agosto de 1940 - 18 de octubre de 1940) (e); (12 de diciembre de 1940 - 26 de diciembre de 1940) (e); (24 de enero de 1941 - 6 de febrero de 1941) (e)
255.	Luis Guillermo Echeverri (8 de julio de 1941 - 20 de julio de 1941) (e)
256.	Pedro María Botero (18 de julio de 1942 - 9 de septiembre de 1942) (e)
257.	Pedro Claver Aguirre (9 de septiembre de 1942 - 26 de abril de 1944)
258.	Alberto Jaramillo Sánchez (26 de abril de 1944 - 1 de marzo de 1945)
259.	Alfonso Orozco Valencia (1 de marzo de 1945 - 21 de junio de 1945)
260.	Germán Medina Angulo (21 de junio de 1945 - 12 de agosto de 1946)
261.	José María Bernal Bernal (13 de agosto de 1946 - 12 de noviembre de 1947)
262.	Antonio José Uribe (12 de noviembre de 1947 - 10 de abril de 1948)
263.	Dionisio Arango Ferrer (10 de abril de 1948 - 4 de diciembre de 1948)
264.	Fernando Gómez Martínez (4 de diciembre de 1948 - 22 de julio de 1949)
265.	Alfonso Restrepo Moreno (22 de julio de 1949 - 8 de octubre de 1949)
266.	Eduardo Berrío González (8 de octubre de 1949 - 21 de agosto de 1950)
267.	Braulio Henao Mejía (21 de agosto de 1950 - 31 de julio de 1952)
268.	Julián Uribe Cadavid (15 de diciembre de 1951 - 21 de enero de 1952) (e)
269.	Dionisio Arango Ferrer (31 de julio de 1952 - 18 de junio de 1953) (Segundo periodo)
Gobernadores de Antioquia (1953-1963)
270.	Pioquinto Rengifo (18 de junio de 1953 - 6 de octubre de 1956)
271.	Gustavo Sierra Ochoa (6 de octubre de 1956 - 28 de enero de 1957) (†)
272.	Antonio Mesa Gómez (29 de diciembre de 1956 - 10 de enero de 1957) (e); (22 de enero de 1957 - 7 de febrero de 1957) (e)
273.	Gustavo Quintero Santofimio (8 de febrero de 1957 - 10 de mayo de 1957)
274.	Pioquinto Rengifo (10 de mayo de 1957 - 13 de enero de 1958) (Segundo periodo)
275.	Rafael Restrepo Maya (13 de enero de 1958 - 5 de febrero de 1958) (e)
276.	Darío Múnera Arango (6 de febrero de 1958 - 22 de agosto de 1958)
277.	Darío Mejía Medina (22 de agosto de 1958 - 18 de abril de 1959)
278.	Alberto Jaramillo Sánchez (18 de abril de 1959 - 1 de julio de 1960)
279.	José Roberto Vásquez (1 de julio de 1960 - 14 de enero de 1961)
280.	Álvaro Arango Gutiérrez (2 de julio de 1960 - 6 de julio de 1960) (e)
281.	Ramón Abel Castaño (26 de agosto de 1960 - 27 de agosto de 1960) (e)
282.	Ignacio Vélez Escobar (14 de enero de 1961 - 3 de noviembre de 1961)
283.	Jorge Ortiz Rodríguez (24 de noviembre de 1961 - 11 de septiembre de 1962)
284.	Fernando Gómez Martínez (11 de septiembre de 1962 - 28 de junio de 1963) (Segundo periodo)
Gobernadores de Antioquia (1963-1986)
285.	Mario Aramburo Restrepo (28 de junio de 1963 - 19 de octubre de 1965)
286.	Octavio Arizmendi Posada (16 de octubre de 1965 - 16 de septiembre de 1968)
287.	Jorge Pérez Romero (16 de septiembre de 1968 - 28 de agosto de 1970)
288.    Luis Alfonso Garcia Carmona (15 de junio de 1970 - 7 de julio de 1970) (e)
289.	Diego Calle Restrepo (28 de agosto de 1970 - 18 de abril de 1973)
290.	Luis Guillermo Gómez (18 de abril de 1973 - 3 de mayo de 1973) (e)
291.	Ignacio Betancur Campuzano (4 de mayo de 1973 - 18 de agosto de 1974)
292.	Jaime Rudesindo Echavarría Villegas (19 de agosto de 1974 - 30 de agosto de 1975)
293.	Óscar Montoya Montoya (1 de septiembre de 1975 - 9 de septiembre de 1976)
294.	Jaime Sierra García (10 de septiembre de 1976 - 1 de septiembre de 1978)
295.	Rodrigo Uribe Echavarría (2 de septiembre de 1978 - 6 de octubre de 1980)
296.	Donato Duque Patiño (20 de noviembre de 1979 - 9 de enero de 1980) (e)
297.	Álvaro Villegas Moreno (6 de octubre de 1980 - 12 de marzo de 1981)
298.	Óscar Madrid Botero (13 de marzo de 1981 - 22 de marzo de 1981) (e)
299.	Iván Duque Escobar (23 de marzo de 1981 - 20 de agosto de 1982)
300.	Gabriel Sonny Londoño (25 de marzo de 1982 - 7 de abril de 1982) (e)
301.	Álvaro Villegas Moreno (20 de agosto de 1982 - 28 de diciembre de 1982) (Segundo periodo)
302.	Daniel Villegas (29 de diciembre de 1982 - 21 de enero de 1983) (e)
303.	Nicanor Restrepo Santamaría (21 de enero de 1983 - 26 de abril de 1984)
304.	Alberto Vásquez Restrepo (26 de abril de 1984 - 25 de agosto de 1986)
305.	Bernardo Guerra Serna (25 de agosto de 1986 - 17 de octubre de 1986)
Gobernadores de Antioquia (1986-1992)
306.	Antonio Yepes Parra (17 de octubre de 1986 - 17 de mayo de 1987)
307.	Orlando Vásquez Velásquez (18 de mayo de 1987 - 29 de mayo de 1987) (e)
308.	Fernando Panesso Serna (29 de mayo de 1987 - 22 de agosto de 1988)
309.	Antonio Roldán Betancur (22 de agosto de 1988 - 4 de julio de 1989) (†)
310.	Pedro Pablo Betancur (4 de julio de 1989 - 1 de agosto de 1989) (e)
311.	Helena Herrán de Montoya (1 de agosto de 1989 - 28 de agosto de 1990)
312.	Gilberto Echeverri Mejía (28 de agosto de 1990 - 1 de enero de 1992)
Gobernadores elegidos por voto popular (1992-presente)
313.	Juan Pablo Gómez Martínez (1 de enero de 1992 - 6 de agosto de 1994) (Partido Conservador Colombiano)
314.	Ramiro Valencia Cossio (6 de agosto de 1994 - 1 de enero de 1995) (e) (Partido Conservador Colombiano)
315.	Álvaro Uribe Vélez (1 de enero de 1995 - 1 de enero de 1998) (Partido Liberal Colombiano)
316.	Jesús Alberto Builes Ortega (1 de enero de 1998 - 1 de enero de 2001) (Partido Conservador Colombiano)
317.	Guillermo Gaviria Correa (1 de enero de 2001 - 21 de abril de 2002) (Partido Liberal Colombiano)
318.	Eugenio Prieto Soto (21 de abril de 2002 - 1 de enero de 2004) (e) (Partido Liberal Colombiano)
Periodo de cuatro años
319.	Aníbal Gaviria Correa (1 de enero de 2004 - 1 de enero de 2008) (Partido Liberal Colombiano)
320.	Luis Alfredo Ramos Botero (1 de enero de 2008 - 1 de enero de 2012) (Partido Alas Equipo Colombia)
321.	Sergio Fajardo Valderrama (1 de enero de 2012 - 1 de enero de 2016) (Partido Alianza Verde)
322.	Luis Emilio Pérez Gutiérrez (1 de enero de 2016 - 1 de enero de 2020) (Partido Liberal Colombiano)
323.	Aníbal Gaviria Correa (1 de enero de 2020 - 5 de junio de 2020) (Movimiento Cívico) (Segundo mandato, suspendido provisoriamente)
324.	Luis Fernando Suárez Vélez (5 de junio de 2020 - 19 de octubre de 2020) (e) (Independiente)
325.	Aníbal Gaviria Correa (19 de octubre de 2020 - 3 de marzo de 2021) (Movimiento Cívico) (Restituido temporalmente)
326.	Luis Fernando Suárez Vélez (3 de marzo de 2021 - 27 de septiembre de 2021) (e) (Independiente)
327.	Aníbal Gaviria Correa (27 de septiembre de 2021 - 31 de diciembre de 2023) (Movimiento Cívico) (Restituido en el cargo)